# IC 49
IC 49 ist eine Spiralgalaxie mit hoher Sternentstehungsrate vom Hubble-Typ Sc im Sternbild Walfisch südlich der der Ekliptik. Sie ist schätzungsweise 208 Millionen Lichtjahre von der Milchstraße entfernt und hat einen Durchmesser von etwa 90.000 Lichtjahren.
Die Typ-Ib-Supernova SN 1991ar wurde hier beobachtet.
Das Objekt wurde am 18. September 1890 vom US-amerikanischen Astronomen Lewis Swift entdeckt.